# جاك كارتي
جاك كارتي (بالإنجليزية: Jack Carty)‏ هو كاتب أغاني أسترالي، ولد في 1987.

## وصلات خارجية
- الموقع الرسمي
- جاك كارتي على موقع ميوزك برينز (الإنجليزية)